# مارتین ویاسک
مارتین ویاسک (استونیایی: Martin Viiask؛ زادهٔ ۲۷ آوریل ۱۹۸۳) بازیکن بسکتبال اهل استونی است.
از باشگاه‌هایی که در آن بازی کرده‌است می‌توان به تیم بسکتبال دانشگاه تارتو اشاره کرد.